# مادرشهر

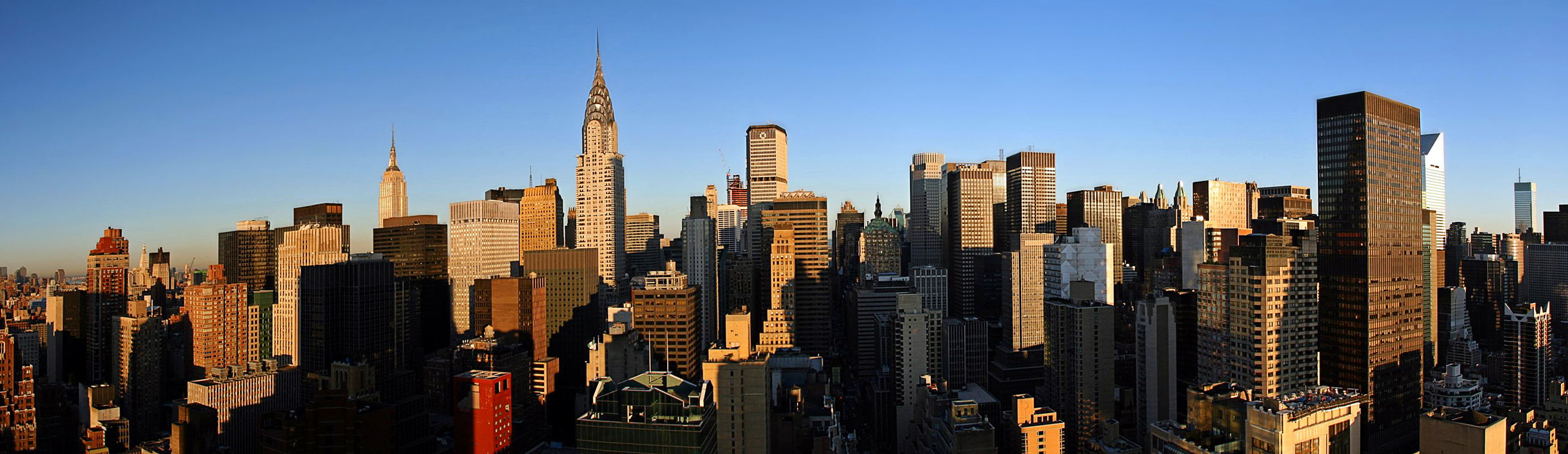
نمایی از کلان‌شهر نیویورک

توکیو، بزرگ‌ترین کلان‌شهر جهان.

مادَرشهر یا متروپولیس (به انگلیسی: Metropolis) یا (Mother city) عنوانی است که در مورد شهرهای بزرگ و پرجمعیت به‌کار می‌رود. یک مادرشهر معمولاً از یک شهر مرکزی و تعدادی شهر اقماری تشکیل شده است. به کلان‌شهر، مادرشهر هم می‌گویند.
مادرشهرها معمولاً از اهمیت سیاسی، اقتصادی، بازرگانی و فرهنگی زیادی برخوردارند و از مراکز مهم اقتصادی و تجاری هر کشور به‌شمار می‌آیند. همچنین مادرشهرها دارا امکانات ورزشی، فرهنگی، آموزشی و گردشگری زیادی هستند و به‌همین علت، پذیرای گردشگرهای دیگر شهرها و کشورها هستند.
واژهٔ مادرشهر (متروپولیس) از دو واژهٔ Metros به معنی مادر و Polis به معنی شهر ساخته شده است.

## تفاوت معنی شهر و کلان‌شهر در ایران و جهان
بنا بر آمار ارائه شده در این سرشماری تعداد شهرهای کشور از ۲۰۱ شهر در سال ۱۳۳۵ به ۱۲۴۵ شهر در سال ۹۵ افزایش پیدا کرده است، اما کلانشهر یا (Megalapolis) به شهری گفته می‌شود که از نظر موقعیت و اثرگذاری اجتماعی، اقتصادی، سیاسی و جمعیتی در بین دیگر شهرها سرآمد باشد. براساس تعریف بین‌المللی مادرشهر که توسط سازمان ملل متحد ارائه شده، شهری که بیشتر از چهار میلیون نفر جمعیت داشته باشد مادرشهر است،

## ترافیک در مادرشهرها
امروزه در مادرشهرها برای داشتن ترابری بهینه و جلوگیری از پدید آمدن نابسامانی در آمدوشد در گذرگاه‌های شهری، کارشناسان و گردانندگان امور شهری از بنیادهای مهندسی ترافیک پیروی می‌کنند. این بنیادها در سه چارچوبِ آموزش، به‌کارگیری آیین‌نامه‌ها و مهندسی گذرگاه‌ها، شناسانده شده‌اند و مانند سه‌گوشه یک مثلث با همدیگر در پیوسته بوده و به بنیادهای سه‌گانه ناموَر هستند.

## بلاد کبیره

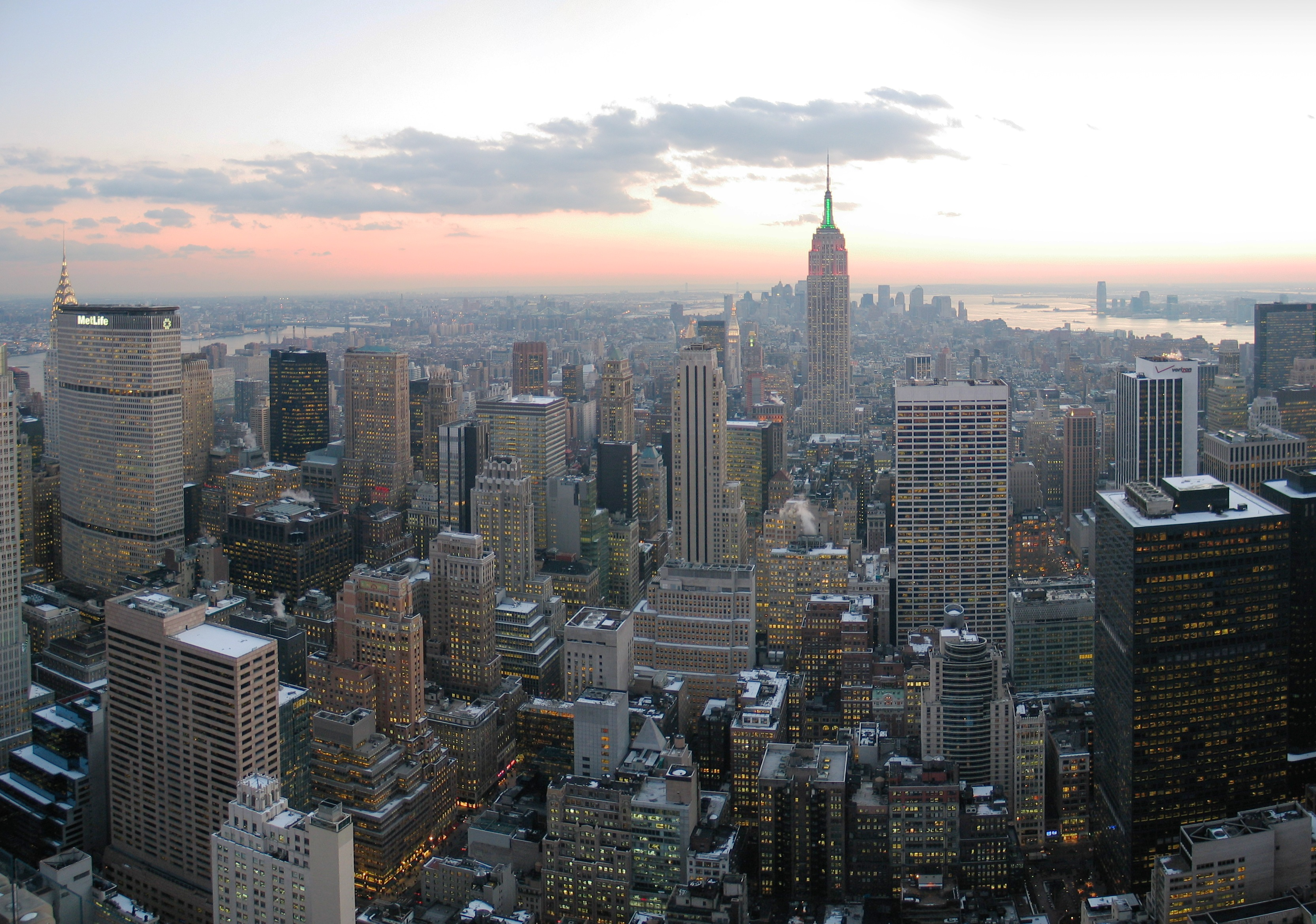
شهر نیویورک در سال ۲۰۰۵

در اصطلاح اسلامی، شهرهای بزرگ را بلاد کبیره می‌نامند.
در این شهرها رفتن از محلی به محل دیگر در حکم مسافرت می‌باشد و نماز و روزه را تحت الشعاع خود قرار می‌دهد.
جوادی آملی در تعریف این شهرها می‌گوید شهری که بین محله‌های آن فاصله باشد، به طوری که عرفا چند شهر محسوب شود، از بلاد کبیره است. معیار و میزان این که کدام شهر از مصادیق بلاد کبیره است به نظر عرف برمی‌گردد.